# 在低峰相见
《在低峰相见》（韓語：낮은 데로 임하소서）是一部1982年由李章浩导演执导的韩国剧情片，改编自李清俊的同名小说。此影片在大钟奖颁奖典礼上被授予最佳影片奖，并在百想藝術大獎上获得电影奖。

## 概要
耀汉是一名基督教牧师的儿子。受他父亲事业的影响，他进入了神学院学习，但因为没有太多热情而决定退学。后来，他以韩国陆军人员身份服完兵役，留在美国教育中心任教。当他得到这份在美国教书的工作后，耀汉匆忙结了婚并搬了家。后来他突然失明，开始想着自杀。所代替的是他拥有一个宗教愿景，献身自己于牧师工作，并为盲人开设了一座教堂。

## 演员
- 李英浩 饰 安耀汉[4]
- 申城日 饰 安新三
- 罗英锡 饰 姜摁音
- 安圣基 饰 宋老师
- 朴俊子 饰 母亲
- 朴加浩 饰 金勇
- 千东石 饰 方由伊
- 福慧素 饰 祖母
- 金智英 饰 婆婆
- 文太舜 饰 今牧师